# Richard Horký
Richard Horký (14. června 1963 Třebíč – 25. července 2022) byl český podnikatel.

## Biografie
Richard Horký se narodil v roce 1963 v Třebíči, ale pocházel ze Zárubic a žil v Hrotovicích. Vystudoval agronomickou fakultu Vysoké školy zemědělské v Brně (nynější Mendelova univerzita v Brně) a mezi lety 1988 a 1991 působil jako vedoucí střediska v ZD Hrotovice, mezi lety 1993 a 1996 působil ve společnosti TEDOM na pozici obchodního ředitele a v roce 1994 založil Třebíčskou tepelnou společnost. V roce 2014 se stal předsedou Okresní hospodářské komory v Třebíči a od roku 2017 předsedou Krajské hospodářské komory. V roce 2016 působil jako předseda představenstva slovenské společnosti Národná energetická. Národná energetická provozuje tepelné hospodářství v deseti slovenských městech.
V roce 2019 zakoupil několik domů v Zámostí v Třebíči, kde chystal developerský projekt. Vlastnil také hotel Atom v Třebíči a od roku 2016 zámek v Dukovanech. V Třebíči zřídil ekocentrum Alternátor a provozoval Akvapark v Třebíči. Na přelomu tisíciletí se začal zabývat revitalizací areálu bývalé továrny společnosti BOPO.
V roce 2018 obdržel od Hospodářské komory ČR Merkurovu medaili a roku 2019 ocenění Řád vavřínu. Podal žalobu na opozičního zastupitele Jaromíra Baráka, ale soud tuto odmítl.